# Csere László
Csere László (Budapest, 1958. augusztus 2. –) Jászai Mari-díjas magyar színész, érdemes művész.

## Életpályája
1983-ban végzett a Színház- és Filmművészeti Főiskolán. 1983-tól a Budapesti Operettszínház tagja, mellette rendszeresen szerepel Németországban is. Az eltelt évek során szinte kivétel nélkül minden operett táncos-komikus szerepét eljátszotta klasszikus és revüoperettekben egyaránt. Rendszeres szereplője továbbá TV műsoroknak, játékfilmeknek, szórakoztató zenés show-műsoroknak. Testvére Csere Ágnes, színművésznő

## Színházi szerepei
- Mester (Stephen Schwartz: Pipin)
- F. Nagy (Békés József – Heilig Gábor – Horváth Attila: Császárok)
- Jigger Craigin (Oscar Hammerstein – Richard Rodgers: Carousel)
- Rajnald (Madarász Iván: Robin Hood)
- Jancsi; Feri gróf (Viktória öccse) (Ábrahám Pál: Viktória)
- Musztafa bej (Ábrahám Pál: Bál a Savoyban)
- Kucsuk Ali (Huszka Jenő – Martos Ferenc: Gül baba)
- Lord Lancaster (gárdakapitány) (Huszka Jenő – Bakonyi Károly – Martos Ferenc: Bob herceg)
- Zwickli Tóbiás; Herbert (Huszka Jenő: Mária főhadnagy)
- Mendel, a rabbi fia (Jerry Bock: Hegedűs a háztetőn)
- Grog (Jacques Offenbach: A gerolsteini nagyhercegnő)
- Fryderyk Chopin (Wolf Péter – Gyuricza Klára: Francia polonéz)
- Lanchester, ; Brissard (Lehár Ferenc: Luxemburg grófja)
- Boldizsár (Lehár Ferenc: Cigányszerelem)
- Sebastian Cascade; St. Brioche (Lehár Ferenc: A víg özvegy)
- Hatfaludy Ferenc (Lehár Ferenc: A mosoly országa)
- Niko (John Kander – Fred Ebb – Joseph Stein: Zorba)
- Blind (Johann Strauss: A denevér)
- Floridol (Hervé: Nebáncsvirág)
- Pixi gróf (Szirmai Albert – Bakonyi Károly: Mágnás Miska)
- Eddy (Jacobi Viktor: Leányvásár)
- Zsupán (Kálmán Imre: Marica grófnő)
- Bóni gróf (Kálmán Imre: Csárdáskirálynő)
- Perolin (pénzügyminiszter) (Kálmán Imre: A chicagói hercegnő)
- Toni Schlumberger (Kálmán Imre: Cirkuszhercegnő)
- San Rozino hercege (Kálmán Imre: Cigányprímás)
- Fülöp (író) (Kálmán Imre: A Bajadér)
- Bobby Derek (George Gershwin – Ira Gershwin – Ken Ludwig: Crazy for you)
- Herceg (Dr. Carasco) (Mitch Leigh – Joe Darion – Dale Wassermann: La Mancha lovagja)
- Gróf Szapáry Paja (Szakcsi Lakatos Béla – Csemer Géza: Dobostorta)
- Jacob (Jerry Herman – Harvey Fierstein – Jean Poiret: Őrült nők ketrece)
- Kelemen (Szilágyi László – Eisemann Mihály: Zsákbamacska)
- Kakas ( Thomas Mechan – Charles Strouse – Martin Charnin: Annie)
- Rosta, Piperec báró; Miki (Farkas Ferenc: Csínom Palkó)
- Beszédtanár (Nacio Herb Brown – Arthur Freed: Ének az esőben)
- Rendőr (Topolcsányi Laura – Berkes Gábor: Csakazértis szerelem)
- Igazgató (Topolcsányi Laura: Bubamara)
- Feri (Vaszary Gábor: Klotild néni)
- Szilvai Tódor (oktató) (Szigligeti Ede: Liliomfi)
- Dr. Szegilongi (bíró) (Hubay Miklós – Vas István – Ránki György: Egy szerelem három éjszakája)
- Calicot (Leo Fall: Madame Pompadour)
- Erdődy Árpád (a gróf inasa) Magyar menyegző
- Aristide Forrestier (bíró) (Cole Porter: Kánkán)
- Merimeaux (Fényes Szabolcs – Harmath Imre: Maya)

## Film és TV-s szerepei
- A Pártütők (1994)
- Utrius (1994)
- Família Kft. (sorozat) Száguldás a csillagos éjszakában című rész (1994)
- Napló apámnak, anyámnak (1990)
- Robin Hood (magyar musical, 1990)
- Három a kislány (Zenés TV színház – 1986)
- Leányvásár (1985)
- Császárok (1983)
- Az operapróba (Zenés TV színház – 1982)
- Broadway Szilveszter (TV-műsor) közreműködő

## Rendezései
- Eisemann Mihály – Szilágyi László: Miss Amerika (Dunaújváros, Bartók Kamaraszínház)
- Hervé: Nebáncsvirág (Sopron, Petőfi Színház) (Turay Ida Színház) (Vigyázó Sándor Művelődési Ház)
- Johann Strauss: A denevér (Ruttkai Éva Színház)
- Ábrahám Pál: Bál a Savoyban (Kőrösi Csoma Sándor Kőbányai Kulturális Központ)

## Koreográfiái
- Colin Higgins – Presser Gábor – Geszti Péter: Harold és Maude (Budapesti Kamaraszínház – Shure Stúdió)

## Könyv róla
- Bóta Gábor: Mi van az álarc mögött?

## Díjai, elismerései
- Jászai Mari-díj (1994)
- TZ Rose-díj (német színházi kritikusok díja 1994)
- Legjobb táncos-komikus díj (1998)
- Kálmán Imre-emlékplakett (2016)
- Érdemes művész (2021)